# ولسوالی سیغان
سیغان یکی از ولسوالی‌های ولایت بامیان واقع در افغانستان است. این ولسوالی از طرف شرق به ولایت بغلان از غرب به ولسوالی یکاولنگ از شمال به ولسوالی کهمرد و از طرف جنوب به ولسوالی شیبر متصل است. اکثر مردم این ولسوالی به شغل کشاورزی مشغول بوده و از تولیدات کشاورزی آن می‌توان از زردآلو، بادام، چارمغز (گردو)، شفتالو (هلو)، گندم و کچالو (سیب‌زمینی) نام برد.

## روستاهای مشهور
بیانی، خدادادخیل، سیدبابا، قرخوال، گوشگ، خواجه گنج، آب بالای بیگل (قریه بزرگ بیگل شامل قریه‌های گاوپریده، ارگانه، قلعه، چاچا، لاغور و موسادره و کته‌اولنگ است)، پشتواز، چراغان، غورابچی، جنگلک، سوخته چنار، غوراب، کوهگدای، باغمیرا، ده نوله، قراونه و ده امان است.

## مردم
حدود ۷۰ درصد از جمعیت این ولسوالی را تاجیک‌ها، ۲۷ درصد را هزاره‌ها، و بقیه ۳ درصد را سایر اقوام تشکیل می‌دهند.